# Glenn Östh
Glenn Östh (* 8. April 1956) ist ein schwedischer Tischtennistrainer, der in den 1990er Jahren auch die deutsche Nationalmannschaft trainierte.

## Werdegang
Glenn Östh war von 1987 bis 1990 Nationaltrainer von Schweden. Mit der schwedischen Herrenmannschaft wurde er 1989 in Dortmund Weltmeister vor China. Von 1990 bis Ende 1991 arbeitete er als Trainer beim deutschen Bundesligisten ATSV Saarbrücken. Mitte 1997 verpflichtete der Deutsche Tischtennis-Bund DTTB Glenn Östh als Bundestrainer für den Herrenbereich. Er betreute das Team bei der Europameisterschaft 1998. Obwohl sein Vertrag bis zum Jahr 2000 lief, beendete er aus familiären Gründen im September 1998 beim DTTB. Sein Nachfolger wurde Dirk Schimmelpfennig.
Heute ist er Mitglied des Nationalen Olympischen Komitees Schwedens.
1992 gab er zusammen mit Jens Fellke das Buch Wie wird man die Nummer 1 im Tischtennis? – Geheimnis schwedischer Weltmeister. (Meyer & Meyer Sport, Aachen 1992, ISBN 978-3891241585) heraus.

## Privat
Glenn Östh ist verheiratet und hat zwei Kinder. Er spielt auch Golf.